# Paweł VI
Paweł VI (łac. Paulus PP. VI, wł. Paolo VI; właśc. Giovanni Battista Enrico Antonio Maria Montini; ur. 26 września 1897 w Concesio, zm. 6 sierpnia 1978 w Castel Gandolfo) – włoski duchowny rzymskokatolicki, 262. papież i 4. Suweren Państwa Watykańskiego od 21 czerwca 1963 do 6 sierpnia 1978. Święty Kościoła katolickiego.
W latach 1922–1954 służył w Sekretariacie Stanu Stolicy Apostolskiej, gdzie razem z Domenico Tardinim uważany był za najbliższego i najbardziej wpływowego doradcę papieża Piusa XII. W 1954 r. papież mianował go arcybiskupem Mediolanu, funkcję tę pełnił do wyboru na papieża w 1963. W 1958 r. kreowany kardynałem przez Jana XXIII, po którego śmierci uważano go za jednego z najprawdopodobniejszych następców.
Kontynuował Sobór Watykański II. Po zakończeniu prac soboru zajął się interpretacją i realizacją postanowień.
Jego stanowisko w sprawie kontroli urodzeń w encyklice Humanae vitae było często kwestionowane, zwłaszcza w Europie Zachodniej i Ameryce Północnej.
20 grudnia 2012 papież Benedykt XVI potwierdził heroiczność jego cnót. 19 października 2014 został beatyfikowany przez papieża Franciszka, a 14 października 2018 kanonizowany.

## Życiorys

### Młodość i wykształcenie
Urodził się 26 września 1897 w Concesio, małym miasteczku koło Brescii. Cztery dni później został ochrzczony. Jego rodzicami byli Giudetta Alghisi (1874–1943), pochodząca z zubożałej szlachty i Giorgio Montini (1860–1943), adwokat, bogaty posiadacz ziemski, wydawca Il Cittadino di Brescia. Miał dwóch braci: Ludovico Montini (1896–1990) oraz Francesco Montini (1900–1971). Był najbardziej chorowity spośród trzech braci, ale także najpilniejszy w czytaniu książek.
Początkowo uczył się w domu, a następnie w Collegio Cesare Arici (w 1913 przerwał naukę z powodów zdrowotnych). Naukę kontynuował w Arnoldo di Brescia, gdzie w 1916 zdał maturę. Przez następne cztery lata studiował w seminarium w Brescii.

### Prezbiter
29 maja 1920 w katedrze Brescii przyjął święcenia kapłańskie. Mszę prymicyjną odprawił w kościele Santa Maria delle Grazie w Brescii. Zaraz po święceniach przeniósł się do Kolegium Lombardzkiego w Rzymie. Studiował również filozofię i prawo kanoniczne na Papieskim Uniwersytecie Gregoriańskim, literaturę na Sapienzy oraz dyplomację w Kościelnej Akademii Szlacheckiej. W czasie studiów opanował francuski, hiszpański, niemiecki i angielski. Doskonale znał grekę.
W czasie dalszych studiów pracował jako duszpasterz w Rzymie (1920–1923). W 1923 r. podjął pracę w dyplomacji watykańskiej, był m.in. sekretarzem nuncjusza apostolskiego w Polsce (maj–listopad 1923). Po powrocie do Watykanu był urzędnikiem Sekretariatu Stanu, jednocześnie w latach 1925–1933 sprawował funkcję narodowego asystenta kościelnego sekcji uniwersyteckiej włoskiej Akcji Katolickiej. Otrzymał tytuły: tajnego szambelana papieskiego (1925), prałata Jego Świątobliwości (1931), protonotariusza apostolskiego (1938).
16 grudnia 1937 został mianowany substytutem w Sekretariacie Stanu; był jednym z najbliższych współpracowników sekretarza stanu, kardynała Eugenia Pacellego (późniejszy Pius XII). 19 listopada 1952 papież mianował go prosekretarzem stanu do bieżących spraw kościelnych. 29 listopada 1952 na tajnym konsystorzu papież wyraził chęć kreowania Montiniego kardynałem, lecz on odmówił.

### Biskup
1 listopada 1954 Pius XII mianował go arcybiskupem Mediolanu. Sakrę biskupią przyjął 12 grudnia 1954 w Rzymie z rąk dziekana Kolegium Kardynalskiego Eugène’a Tisseranta. Ingres odbył się 6 stycznia 1955. Cieszył się opinią „arcybiskupa robotników”; wielokrotnie w swoich wystąpieniach podkreślał znaczenie sprawiedliwości społecznej. Montini wygłaszał przemówienia dla pracowników, członków związków i stowarzyszeń. Odwiedzał zakłady pracy, powoływał do życia i często wizytował nowe parafie, był inicjatorem budowy nowych kościołów. Zbudował 97 kościołów, 32 kaplice i przeprowadził 694 wizytacje.
Jego wystąpienia publiczne zostały zauważone nie tylko w Mediolanie, ale także w Rzymie. Był uważany  za liberalnego, kiedy prosił świeckich, aby kochali nie tylko katolików, ale także osoby innych wyznań. W 1957 r. przyjął grupę duchownych anglikańskich odwiedzających Mediolan. W listopadzie tegoż roku zorganizował trzytygodniową wielką misję w Mediolanie. Ufundował na tamtejszym Katolickim Uniwersytecie Najświętszego Serca zagraniczne kolegium dla studentów z krajów rozwijających się.
Montini i Angelo Roncalli byli uważani za przyjaciół. Kiedy Roncalli, już jako papież Jan XXIII, ogłosił nowy sobór powszechny, Montini zareagował z niedowierzaniem i powiedział: „Ten stary chłopiec nie wie, jakie gniazdo szerszeni wznieca”.

### Kardynał
15 grudnia 1958 roku, na pierwszym konsystorzu papieża Jana XXIII, został mianowany kardynałem, z tytułem prezbitera Santi Silvestro e Martino ai Monti.
W 1960 roku papież wysłał go w drugą podróż do Stanów Zjednoczonych (pierwszą odbył w 1951) i Brazylii.
Blisko współpracował z papieżem w okresie przygotowań do soboru watykańskiego II oraz podczas pierwszej sesji Soboru. Jako kardynał był członkiem Kongregacji Konsystorialnej, Kongregacji Nadzwyczajnych Spraw Kościoła oraz Kongregacji ds. Seminariów i Uniwersytetów.

### Wybór na papieża
21 czerwca 1963, w trzecim dniu (w piątym głosowaniu) konklawe po śmierci Jana XXIII, został wybrany na papieża. Przyjął imię Pawła VI. 30 czerwca kardynał Alfredo Ottaviani dokonał koronacji papieskiej. Była to ostatnia w dziejach koronacja papieska.

## Pontyfikat

### Sprawy kościelne

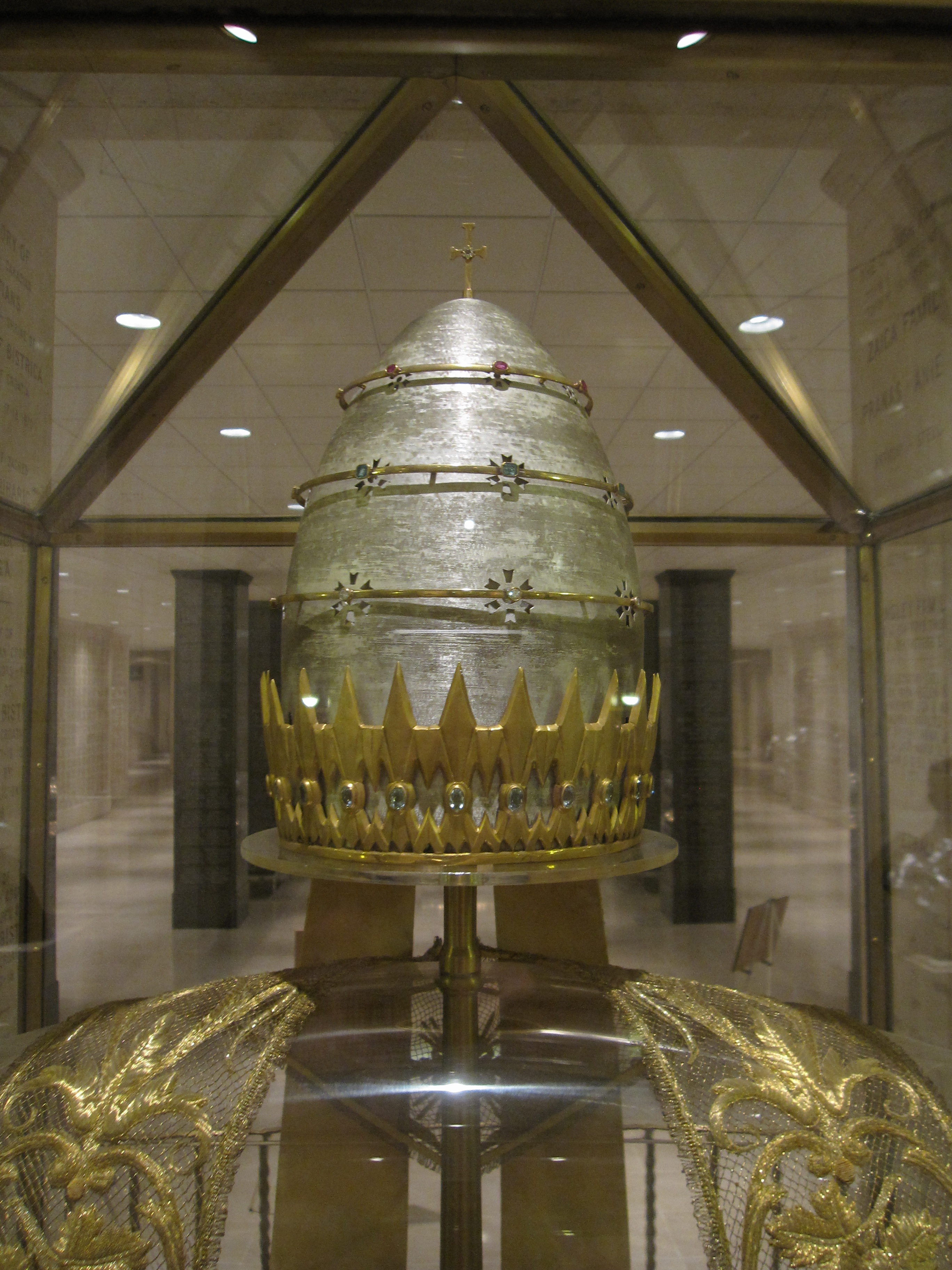
Tiara – którą Paweł VI został ukoronowany 30 czerwca 1963

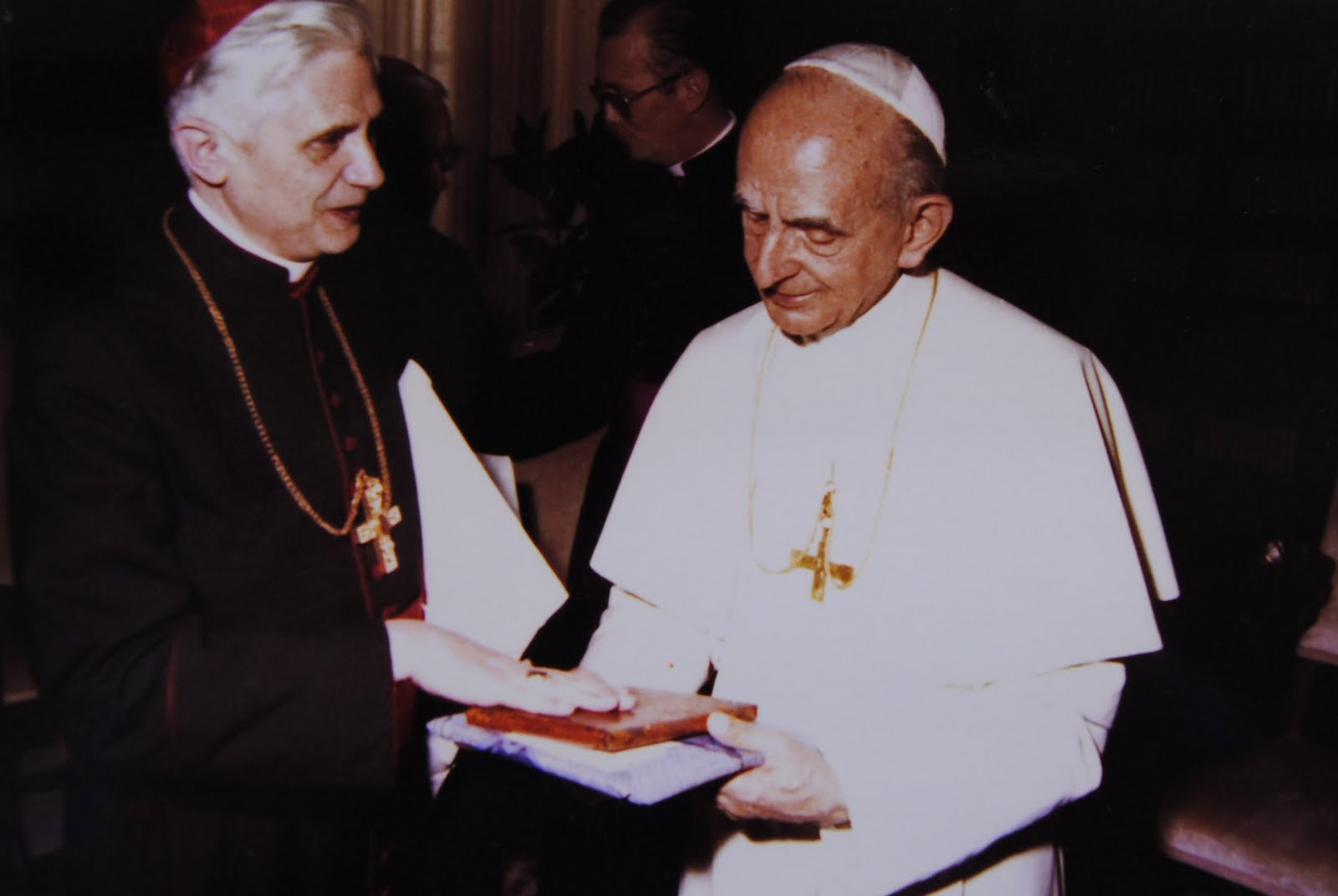
Paweł VI z kardynałem Josephem Ratzingerem (późniejszym papieżem Benedyktem XVI)

Paweł VI kontynuował prace nad reformą Kościoła katolickiego, a jego mottem przewodnim stała się kontynuacja soboru watykańskiego II, przerwanego śmiercią Jana XXIII. Jego planem była rewizja kodeksu prawa kanonicznego i działanie na rzecz pokoju i jedności chrześcijan. Drugą sesję soboru otworzył 14 września 1963, gdzie ustalono dopuszczenie osób świeckich i ograniczono utajnienie obrad. Sesja została zamknięta 4 grudnia, a następnie Paweł VI promulgował Konstytucję o liturgii świętej i Dekret o środkach społecznego przekazywania myśli. Kolejna III sesja została otwarta rok później – 14 września 1964, a tydzień wcześniej papież dopuścił do obrad także kobiety (zakonnice i świeckie). Została ona poświęcona opracowaniu najważniejszego dokumentu soboru – Konstytucji Dogmatycznej o Kościele. Wydano ją już po zakończeniu sesji (21 listopada 1964), a oprócz niej, ukazały się także: Dekret o ekumenizmie i Dekret o Kościołach katolickich wschodnich. W tym samym czasie (wbrew Ojcom soborowym) ogłosił także Matkę Boską, Matką Kościoła. Czwarta, ostatnia sesja soboru zakończyła się 8 grudnia 1965 i wkrótce potem utworzono pierwsze komisje posoborowe.
Z inicjatywy papieża obradował także w Watykanie Światowy Synod Biskupów (ustanowiony dokumentem Apostolica sollicitudo z 15 września 1965); w okresie pontyfikatu Pawła VI miało miejsce pięć sesji Synodu:
- I Zwyczajna (19 września – 29 października 1967) – zajmowała się reformą prawa kanonicznego, sprawami doktrynalnymi, wychowaniem seminaryjnym księży, małżeństwami mieszanymi oraz reformą liturgii;
- I Nadzwyczajna (11–27 października 1969) – sprawa kolegialności episkopatu;
- II Zwyczajna (30 września – 6 listopada 1971) – kapłaństwo i sprawiedliwość na świecie[1];
- III Zwyczajna (27 września – 26 października 1974) – ewangelizacja we współczesnym świecie[1];
- IV Zwyczajna (30 września – 29 października 1977) – katechizacja, szczególnie dzieci i młodzieży, we współczesnym świecie[1].

Decyzją Pawła VI 15 listopada 1966 r. Kongregacja Doktryny Wiary wydała dekret anulujący kanony 1399 i 2318 ostatecznie likwidując po 400 latach indeks ksiąg zakazanych. Paweł VI dokonał reorganizacji Kurii Rzymskiej (konstytucja apostolska Regimini Ecclesiae Universae, 15 sierpnia 1967), zniósł lub ograniczył znaczenie części urzędów; jednocześnie powołał do życia nowe urzędy, uwzględniając wymogi współczesnego świata (m.in. Papieską Komisję ds. Środków Społecznego Przekazu). Zreformował również Kolegium Kardynalskie, a jego nominacje znacznie poszerzyły grono kardynałów zarówno liczebnie, jak i narodowo. Przywrócił wysokie znaczenie kardynałom-patriarchom Kościołów wschodnich, a także wprowadził ograniczenie wiekowe prawa udziału w konklawe (80 lat). Ponadto zarządził, by dziekan i subdziekan Kolegium Kardynałów był wybierany z grona kardynałów biskupów, a nie otrzymywał godność z tytułu starszeństwa, jak to było do tej pory. Zalecił także, by wiek 75 lat był granicą, przy której każdy biskup winien zaproponować rezygnację z funkcji.
Kreował 144 kardynałów na sześciu konsystorzach, m.in. arcybiskupa Albino Lucianiego, późniejszego papieża Jana Pawła I, arcybiskupa Karola Wojtyłę, późniejszego papieża Jana Pawła II oraz arcybiskupa Josepha Ratzingera, późniejszego papieża Benedykta XVI.

### Sprawy religijne
Promulgował nowy Mszał Rzymski, który zdaniem niektórych zwolenników mszy w nadzwyczajnej formie rytu rzymskiego kłóci się z postanowieniami II Soboru Watykańskiego w kwestiach liturgicznych. Oprócz tego zlecił komisjom reformę prawa kanonicznego, lekcjonarza, brewiarza i muzyki sakralnej. Intensywnie wprowadzał także języki narodowe do liturgii.
W encyklice Humanae vitae odrzucał stosowanie środków antykoncepcyjnych i aborcję. Uznał za niezgodne z nauką katolicką związki pozamałżeńskie i kontakty homoseksualne; masturbację uważał za ciężki grzech. Encyklika ta spotkała się z ostrą krytyką anglikanów i w konsekwencji Konferencja Biskupów Anglikańskich odrzuciła ją 6 sierpnia 1968. W deklaracji Persona Humana za dopuszczalne uznał jedynie współżycie w małżeństwie. Kategorycznie odrzucił postulaty żądające zniesienia celibatu i wprowadzenia kapłaństwa kobiet.
Paweł VI przykładał dużą wagę do ekumenizmu. Z tego powodu 24 marca 1966 r. spotkał się z arcybiskupem Canterbury Michaelem Ramseyem. W 1977 r. odbyło się ponowne spotkanie z prymasem całej Anglii – Donaldem Cogganem, gdzie podjęto wspólne wysiłki na rzecz przywrócenia jedności. Jednak nieporównywalnie większe znaczenia miały spotkania z prawosławnym patriarchą Konstantynopola Atenagorasem, w 1964 r. w Jerozolimie, i dwa w 1967 roku – w Stambule i Rzymie. Owocem tych spotkań było wzajemne cofnięcie ekskomunik, które spowodowały schizmę wschodnią w 1054 roku.
Dokonał beatyfikacji Maksymiliana Kolbego i Marii Ledóchowskiej. Wbrew żądaniom anglikanów, ogłosił świętymi czterdziestu męczenników Anglii i Walii. Ponadto nadał tytuł doktora Kościoła Katarzynie ze Sieny i Teresie z Ávili, które stały się pierwszymi kobietami, noszącymi tę godność.
W 1975 roku Paweł VI obchodził Rok Jubileuszowy – pod hasłem „Pojednanie, odnowa, pokój”.

### Podróże apostolskie

Mapa podróży apostolskich Pawła VI

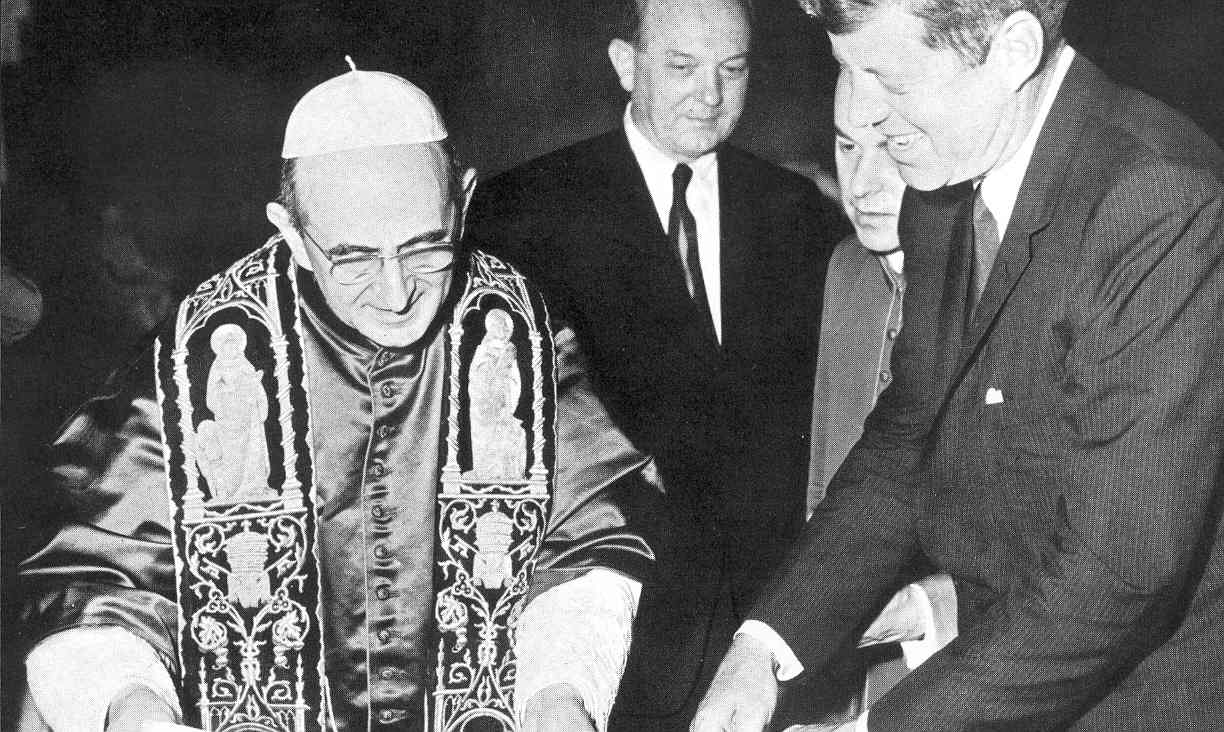
Papież Paweł VI i prezydent USA John F. Kennedy – 2 lipca 1963

Paweł VI jako pierwszy papież od 160 lat odbył kilka podróży zagranicznych, a pierwszą była bezprecedensowa pielgrzymka do Ziemi Świętej w styczniu 1964 roku (m.in. 5 stycznia 1964 r. odwiedził Kneset). W grudniu 1964 r. udał się do Mumbaju, gdzie odbywały się Kongresy Eucharystyczne. 4 października 1965 r. wystąpił na forum Zgromadzenia Generalnego ONZ w Nowym Jorku, gdzie apelował o pokój. Był także w sanktuarium maryjnym w Fátimie (1967), w Turcji, w Kolumbii (na Międzynarodowym Kongresie Eucharystycznym) i w Genewie (1969). W Tym samym roku odwiedził Ugandę, by uczcić pamięć męczenników afrykańskich. W 1970 roku odwiedził kraje Dalekiego Wschodu, gdzie uniknął zamachu na swoje życie.
W 1966 roku chciał udać się w podróż apostolską do Częstochowy na uroczystości Millenium Chrztu Polski. Władze komunistyczne jednak nie wyraziły zgody na jego przyjazd.
Po zawarciu przez Polskę i RFN w roku 1970 układu pokojowego Paweł VI wydał w 1972 r. bullę Episcoporum Poloniae coetus, która porządkowała strukturę Kościoła katolickiego w Polsce po II wojnie światowej (znosząc „tymczasową administrację kościelną” na ziemiach zachodnich i północnych).
Papież nawiązał także poprawne stosunki z ZSRR i jego przywódcą Nikitą Chruszczowem. W konsekwencji Paweł spotkał się w 1966 roku z ministrem spraw zagranicznych Andriejem Gromyką, a rok później z przewodniczącym Prezydium Rady Najwyższej ZSRR Nikołajem Podgornym. Trzy lata później odbyło się jeszcze jedno spotkanie z Gromyką, dzięki czemu zmieniła się polityka Kościoła wobec państw bloku wschodniego.

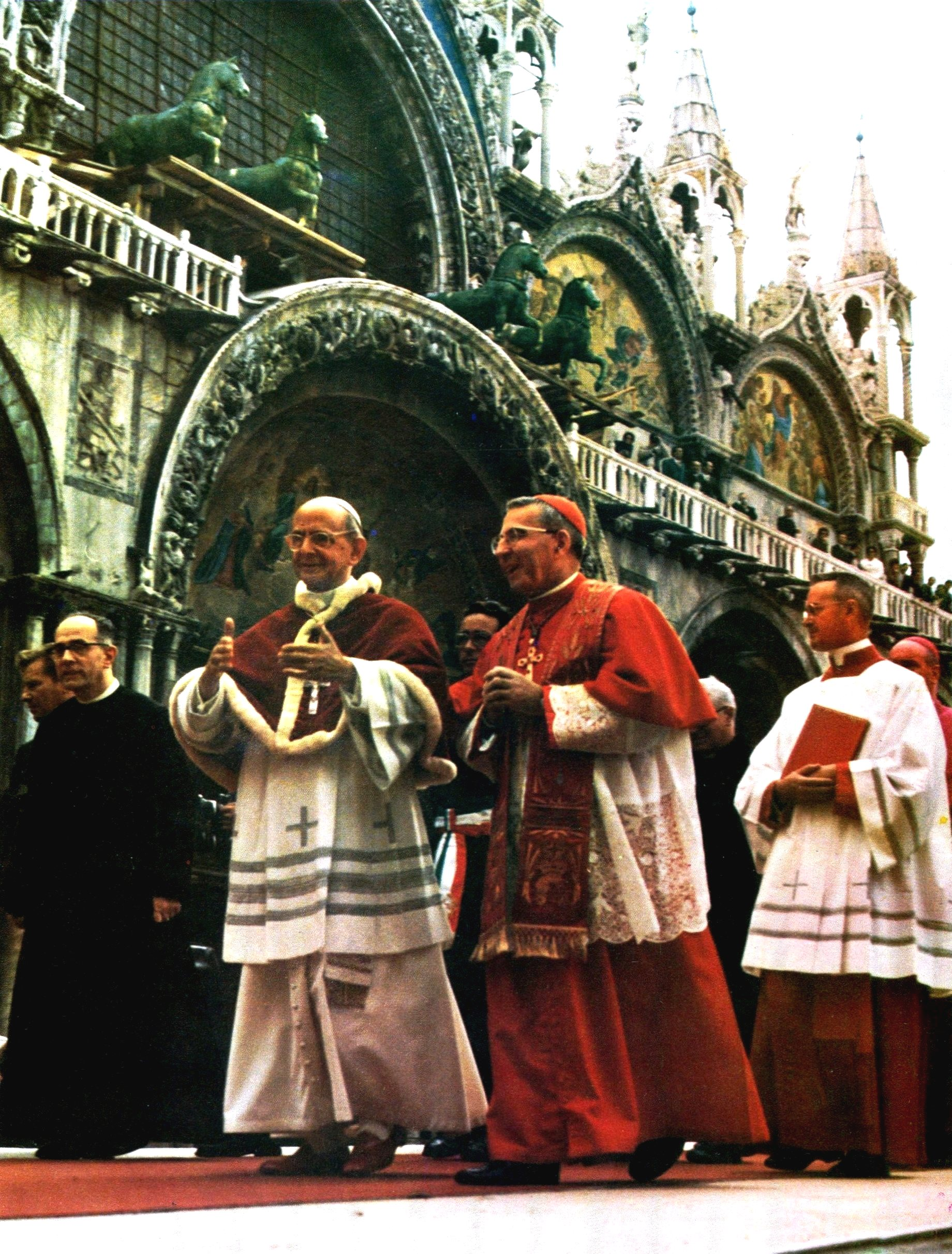
Paweł VI podczas wizyty w Wenecji w 1972, obok niego Albino Luciani (późniejszy papież Jan Paweł I)

## Śmierć

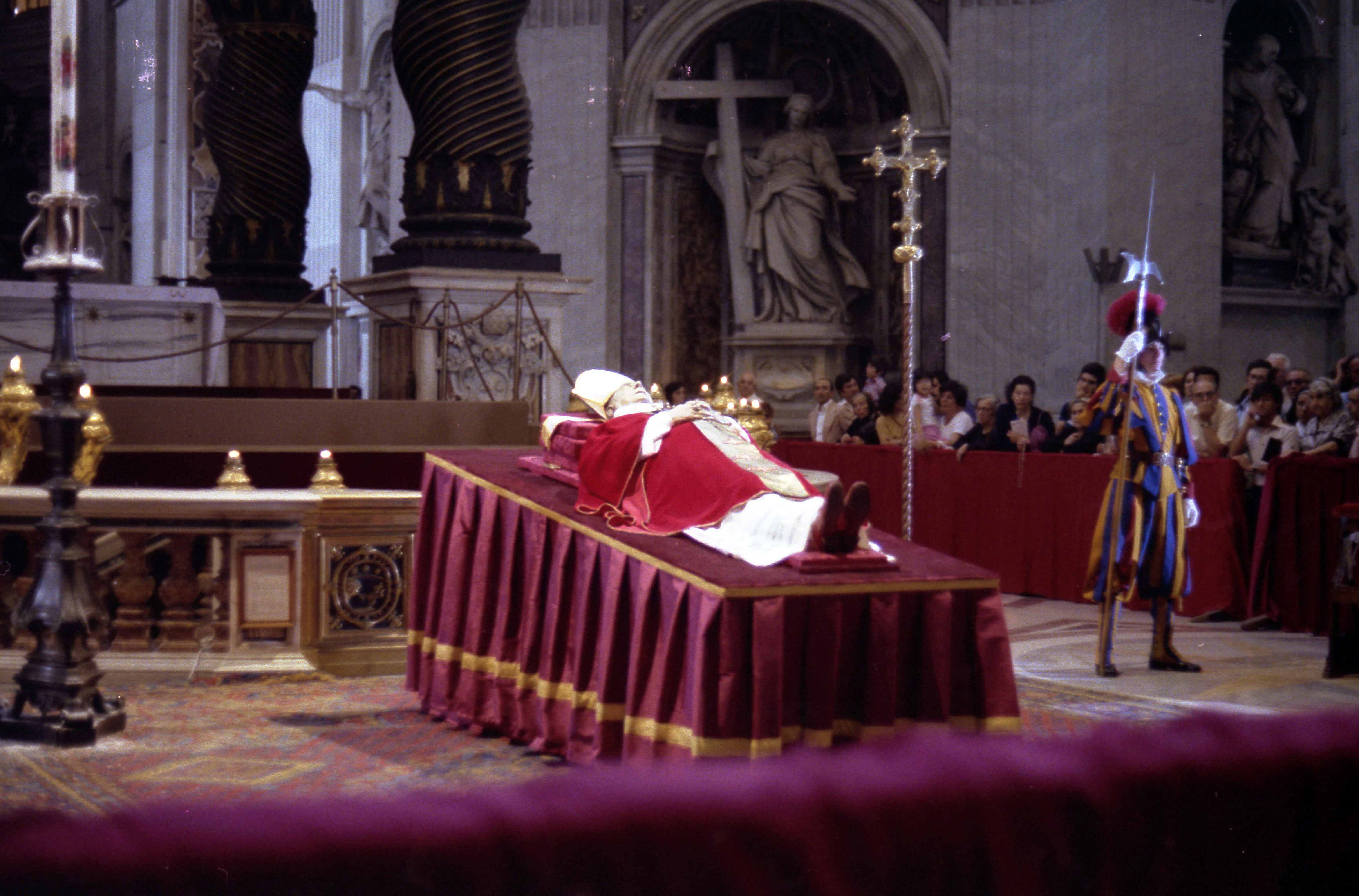
Ciało Pawła VI w Watykanie po śmierci

Papież 14 lipca 1978 roku udał się do swojej letniej papieskiej rezydencji nad jeziorem Albano. Niepewna była sprawa jego powrotu do Watykanu, ponieważ był już dość chory (cierpiał m.in. na artretyzm). 6 sierpnia stan papieża bardzo się pogorszył, przyjął namaszczenie chorych i mimo ciężkiego stanu, jakim były bardzo silne drgawki, zdołał przyjąć ostatnią komunię świętą około południa. Przez 4 godziny był nieprzytomny.
Zmarł w Castel Gandolfo, w niedzielę 6 sierpnia 1978 roku o godzinie 21:40. Oficjalną przyczyną śmierci był bardzo rozległy zawał serca z obrzękiem płuc. W związku z jego śmiercią kilka państw ogłosiło żałobę narodową m.in. Syria (9 dni), Egipt (7 dni), Boliwia (5 dni), Hiszpania (4 dni), Włochy (3 dni), Brazylia (3 dni), Zair (3 dni), Portugalia (3 dni), Gwatemala (3 dni), Filipiny (1 dzień).
Papież Paweł VI został pochowany 12 sierpnia 1978 w bazylice św. Piotra. Po uroczystościach związanych z beatyfikacją Pawła VI, trumna ze szczątkami papieża nie została przeniesiona, a pozostała w tym samym miejscu.

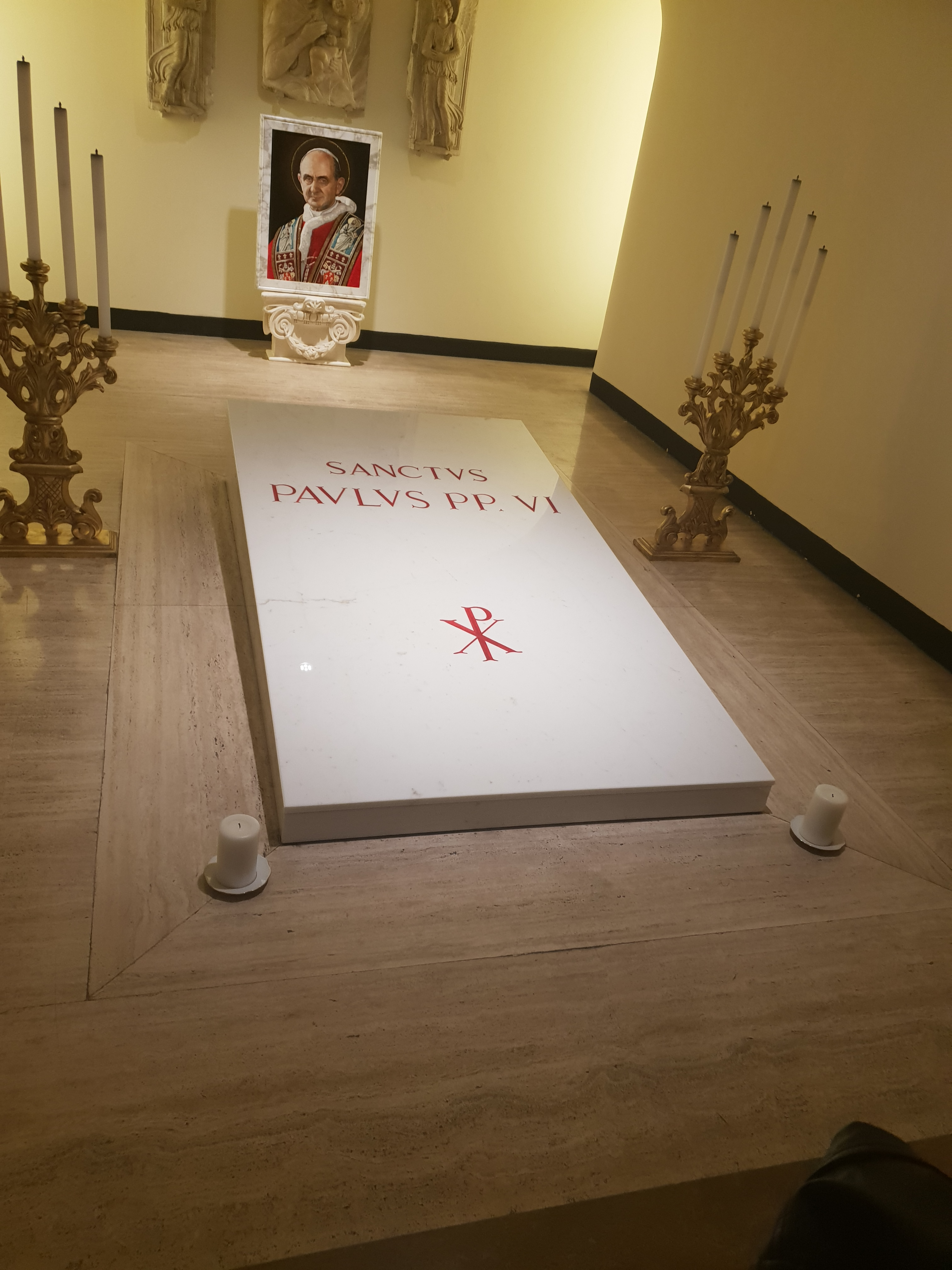
Grób św. Pawła VI w podziemiach bazyliki św. Piotra

### Proces beatyfikacyjny i kanonizacyjny
11 maja 1993 Jan Paweł II otworzył proces beatyfikacyjny Pawła VI. Faza diecezjalna procesu beatyfikacyjnego zakończyła się 18 marca 1999. 20 grudnia 2012 Benedykt XVI promulgował dekret o heroiczności cnót Pawła VI.
6 maja 2014 komisja Kongregacji Spraw Kanonizacyjnych zaaprobowała cud za wstawiennictwem Pawła VI. Cztery dni później papież Franciszek podpisał dekret o jego beatyfikacji jednocześnie ogłaszając datę tej uroczystości.
19 października 2014, na zakończenie III Nadzwyczajnego Zgromadzenia Synodu Biskupów poświęconego rodzinie, podczas uroczystej mszy św. na placu Świętego Piotra, papież Franciszek beatyfikował Pawła VI. Mszę koncelebrował emerytowany papież Benedykt XVI – który był wówczas jednym spośród trzech żyjących duchownych, kreowanych przez Pawła VI na kardynałów.
6 lutego 2018 komisja kardynałów i biskupów w Kongregacji Spraw Kanonizacyjnych zaaprobowała cud kanonizacyjny za wstawiennictwem Pawła VI. 6 marca tegoż roku papież Franciszek zatwierdził dekret o tymże cudzie jakim było uzdrowienie nienarodzonego dziecka w łonie matki, zaś 19 maja 2018 podczas konsystorza wyznaczył dzień jego kanonizacji.
14 października 2018 podczas mszy kończącej Synodu Biskupów na temat młodzieży, błogosławiony Paweł VI został kanonizowany i wpisany w katalog świętych wraz z sześcioma innymi błogosławionymi, m.in. z abp. Oscarem Romero.

### Dzień obchodów
Kongregacja ds. Kultu Bożego i Dyscypliny Sakramentów po beatyfikacji ogłosiła, że dniem wspomnienia liturgicznego Pawła VI będzie 26 września – dzień urodzin św. Pawła VI. 25 stycznia 2019 na polecenie papieża Franciszka, kongregacja zmieniła datę obchodu na 29 maja – w dzień jego święceń kapłańskich i ogłosiła, że będzie on obchodzony w całym Kościele w randze wspomnienia dowolnego. W Kościele w Polsce wspomnienie, ze względu na przypadający w tym dniu obchód ku czci św. Urszuli Ledóchowskiej, zostało wyznaczone na 27 maja.

## Encykliki Pawła VI
- Ecclesiam suam (6 sierpnia 1964) – drogi współczesnego Kościoła przy pełnieniu swojej misji[7];
- Mense maio (29 kwietnia 1965) – o wojnie i pokoju;
- Mysterium fidei (3 września 1965) – o kulcie i doktrynie Eucharystii[7];
- Christi Matri Rosari (15 września 1966) – o kulcie maryjnym;
- Populorum progressio (26 marca 1967) – o popieraniu rozwoju ludów[1];
- Sacerdotalis caelibatus (25 czerwca 1967) – o celibacie kapłańskim[7];
- Humanae vitae (29 lipca 1968) – o obronie życia poczętego[7].

## Odniesienia w kulturze
- Paweł VI – papież burzliwych czasów (wł. Paolo VI – Il Papa nella tempesta) – włoski film, gdzie w tytułowej roli wystąpił Fabrizio Gifuni[41].